# Blumstein
Blumstein (Kwiatkowski) – polski herb szlachecki, używany przez rodzinę osiadłą w Prusach.

## Opis herbu
Opisy z wykorzystaniem zasad blazonowania, zaproponowanych przez Alfreda Znamierowskiego:
W polu srebrnym konwalia z dwoma listkami, zielona, z pięcioma kwiatkami w lewo.
W klejnocie nad hełmem bez korony samo godło.

## Najwcześniejsze wzmianki
Herb rodziny osiadłej w Prusach, wzmiankowanej w 1430.

## Herbowni
Herb ten był herbem własnym, toteż do jego używania uprawniony jest tylko jeden ród herbownych:
Blumstein (Blumenstein), Kwiatkowski (Quadkowski, Quatkowski).